# João Ruy de Queiroz Pinheiro
João Ruy de Queiroz Pinheiro (Nilópolis, 17 de junho de 1934 —  29 de novembro de 1997) foi um político brasileiro. Foi interventor do regime militar na prefeitura de Nova Iguaçu, assumindo o cargo (equivalente ao de prefeito) em 25 de fevereiro de 1969.
Em 8 de maio do mesmo ano, decretou o recesso da Câmara de Vereadores da cidade com base no Ato Complementar nº 53. Entre seus atos como prefeito de Nova Iguaçu está a construção da atual sede da prefeitura e a oficialização do brasão de armas do município de Nova Iguaçu.
Vinculado ao partido Aliança Renovadora Nacional (Arena), Ruy de Queiroz foi deputado estadual na primeira legislatura da Assembléia Legislativa do Estado do Rio de Janeiro, criada após a fusão dos estados do Rio e da Guanabara.
Foi eleito deputado estadual em 15 de novembro de 1974 e tomou posse em 15 de março de 1975. Assumiu outra vez a prefeitura de Nova Iguaçu em 1º de fevereiro de 1977 e deixou o cargo em janeiro de 1983.